# Luis Moroder

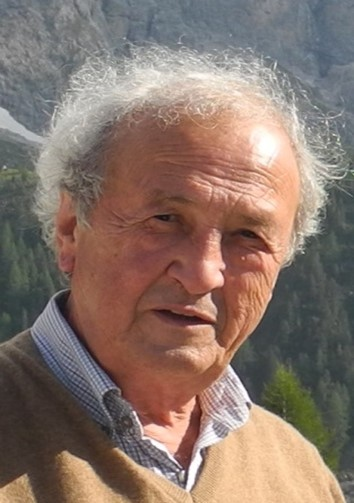
Luis Moroder (2017)

Luis Moroder (* 6. Dezember 1940 in St. Ulrich in Gröden, Südtirol, Italien; † 18. Mai 2024 in München) war ein italienischer Chemiker am Max-Planck-Institut für Biochemie in Martinsried bei München und außerplanmäßiger Professor an der Technischen Universität München.

## Leben und Karriere
Luis Moroder wuchs als Sohn ladinischer Eltern in den Dolomiten in Südtirol auf. Als Jugendlicher begleitete er seinen Vater Heinrich auf Exkursionen in die Bergwelt seiner Heimat. Dabei wurden unter anderem interessante Fossilienfunde gemacht, welche im Museum Gherdëina ausgestellt sind.
Luis Moroder studierte Chemie an der Universität Padua, an der er 1965 mit der Doktorarbeit "Zur Synthese des N-terminalen Eicosapeptids der Ribonuclease A" am Lehrstuhl von Ernesto Scoffone, Institut für Organische Chemie promovierte. Während seines Postdoc-Aufenthalts an der Universität Pittsburgh bei Klaus H. Hofmann beschäftigte er sich mit der Synthese von Peptidderivaten des Adrenocorticotropin. Danach folgte die Habilitation in Naturstoff-Chemie an der Universität Padua. In 1975 wurde er Wissenschaftlicher Mitarbeiter am Max-Planck-Institut für Biochemie (MPIB) in der Abteilung Peptidchemie von Erich Wünsch. Von 1991 bis 2008 war er Leiter der Forschungsgruppe Bioorganische Chemie am MPIB, seit 1994 zugleich apl. Professor an der Technischen Universität München. Seit 2008 war er Chefredakteur der Fachzeitschrift Journal of Peptide Science der Europäischen Peptidgesellschaft.

## Forschungsgebiete
Luis Moroder begann seine Forschungsarbeit in der Peptidchemie mit der Synthese des S-Peptids der Ribonuclease A und untersuchte zusammen mit entsprechenden Analoga die Komplexbildung des S-Peptids mit dem S-Protein zum aktiven Enzym. Dies führte zu einem der ersten Beweise des Schlüssel-Schloss-Prinzips in der Peptidhormon-Rezeptor Wechselwirkung. Als Postdoc in der Forschungsgruppe Klaus H. Hofmanns in Pittsburgh beschäftigte er sich mit der Synthese eines radioaktiven Derivats des Adrenocorticotropen Hormons und zusätzlicher Analoga. Diesen ersten Arbeiten an humanen Peptidhormonen folgten am Max-Planck-Institut in Martinsried Untersuchungen an gastrointestinalen Hormonen mit speziellem Augenmerk auf das Gastrin/Pankreozymin-System. Diese Arbeiten erlaubten es für den membrangebundenen Mechanismus der Hormonerkennung durch die Rezeptoren ausreichende Beweise zu sammeln. In parallelen Arbeiten entwickelte er neue synthetische Methoden in der Peptid- und Proteinchemie wie die Einführung des Di-tert-butyldicarbonats als generelles und viel verwendetes Reagens zum Schutz von Aminofunktionen, die Entwicklung von regioselektiven Disulfid-Paarungen und die Einführung der stabilen Disulfid/Diselenide Gerüste in Cystein-reichen Peptiden.
Später widmete Luis Moroder seine Forschungstätigkeit den Untersuchungen komplexer biologischer und medizinischer Fragestellungen mittels chemischer Methoden. So adressierte er grundlegende Fragestellungen zur Kinetik der Proteinfaltung und leistete wichtige Beiträge zum strukturbasierten Design und der Synthese von Inhibitoren wichtiger Enzyme bei verschiedenen Krankheiten wie auch bei Krebs. Luis Moroder unterstützte zusammen mit Robert Huber in den 1990er Jahren Nediljko Budisa bei der Etablierung des Engineering des genetischen Codes in Deutschland – ein Forschungsgebiet, das chemische Synthese mit biologischen Systemen in der Chemisch-Biologischen Synthese (Xenobiologie) verknüpft.

## Auszeichnungen
- 1995: Max-Bergmann-Medaille – Max Bergmann Kreis e.V.[15]
- 2004: Josef Rudinger Memorial Award – Europäische Peptidgesellschaft[16]
- 2011: Doctor honoris causa – Universität von Cergy-Pontoise, Paris[4]
- 2018: Akabori Memorial Award – Japanese Peptide Society[17]
- 2020: Ernesto Scoffone Award – Italian Peptide Society[18]

## Publikationen
Luis Moroder war Autor und Coautor von über 550 wissenschaftlichen Veröffentlichungen, darunter mehr als 380 experimentelle Originalpublikationen, und zwei Büchern:
1. Goodman, M., Felix, A., Moroder, L., Toniolo, C., eds.: Houben-Weyl, Methods of Organic Chemistry, Synthesis of Peptides and Peptidomimetics E 22a-22e, Georg Thieme Verlag, Stuttgart, (2003)
2. Buchner, J., Moroder, L., eds.: Oxidative Folding of Peptides and Poteins RCS, Oxford, (2009)